# Едо (период)
Едо (на японски: 江戸時代) е период от японската история, обхващащ годините между 1603 и 1868 г., когато Япония се намира под управлението на шогуната Токугава и на триста местни даймьо. Периодът се характеризира с икономически растеж, строг обществен ред, изолационистка външна политика, стабилно население, почти никакви войни и подем на изкуствата и културата. Шогунатът е официално създаден в Едо (днес Токио) на 24 март 1603 г. от Токугава Иеясу. Периодът приключва с Реставрацията Мейджи на 3 май 1868 г., след като Едо пада във войната Бошин.
Като шогун, Токугава Иеясу налага хегемония над цялата страна, балансирайки властта на потенциално враждуващи господарства със стратегически разположени съюзници и странични кланове. Като допълнителна мярка за контрол, от 1635 г. Токугава изисква всички господари (даймьо) да поддържат домакинства в административната столица Едо и да живеят там в продължение на няколко месеца всяка година. Получената система на полу-автономни владения, направлявани от централната власт на шогуната Токугава просъществува в продължение на 250 години.
Като част от систематичния план да се поддържа стабилността, обществения ред официално е замразен, а движението между четирите класи (воини, земеделци, занаятчии и търговци) е забранено. Многобройни членове на воинската класа (самураи) се заселват в столицата и други крепостни градове, където много от тях стават бюрократи. На селяните, които представляват 80% от населението на страната, е забранено да се занимават с неселскостопански дейности, така че да се осигури стабилен и постоянен източник на доходи за тези, които са в позиция на власт.
Друг проблем на Токугава относно политическата стабилност е страхът от чужди идеи и военна намеса. Имайки предвид колониалното разрастване на Испания и Португалия в Азия, което става е осъществявано посредством римокатолически мисионери, шогуните на Токугава започват да разглеждат въпросните мисионери като заплаха за управлението им. Мерките за изгонването им от страната кулминират с провъзгласяването на три указа през 1630-те години, които на практика напълно забраняват християнството в Япония. Покрай тях шогунатът Токугава официално приема политика на национална изолация. След 1633 г, на японските субекти е забранено да пътуват в чужбина или да се завръщат в Япония. Досегът с външния свят е ограничен до няколко китайски и холандски търговци, които търгуват в Нагасаки.
Националната икономика се разраства бързо от 1680-те до 1700-те години. Набляга се върху селскостопанското производство, като така се стимулира значителен растеж в този икономически сектор. Разрастването на търговията и фабриките е дори още по-голямо, тъй като се поощрява от развиването на големите градски центрове – най-вече Едо, Осака и Киото. Производството на изделия от коприна, памук, хартия и порцелан, както и на саке, процъфтява в градовете. Повишеното производство на тези стоки води и до разцвет на търговията им. Така се появяват много търговци на едро и борсови брокери, а все по-разширяващата се употреба на валута и кредит създава мощни финансисти. Появата на заможна търговска класа води след себе си динамична градска култура, която оставя своя белег в новите форми на изкуството и литературата.
И докато търговците продължават да просперират и през 18 век, даймьо и самураите започват да изпитват финансови затруднения. Основният им източник на приходи е фиксирана заплата, зависеща от селскостопанската продукция, която не се развива със същото темпо като останалите сектори от националната икономика. Правителството прави няколко опита за фискална реформа към края на 18 век и началото на 19 век, но финансовите ограничения на воинската класа само се увеличава с течение на времето. През последните си 30 години управление шогуната Токугава е принуден да потушава селски въстания и самурайски размирици, като едновременно с това се справя с финансовите проблеми. Тези фактори, заедно с нарастващата заплаха от нахлуване от Запада, поставя под въпрос по-нататъшното съществуване на режима и към 1860-те години вече мнозина изискват възстановяването на прякото императорско управление като начин да се обедини страната и да се разрешат належащите проблеми. Мощните югозападни владения Чошу и Сацума упражняват голям натиск върху правителството на Токугава и свалят от власт последния шогун, Токугава Йошинобу, през 1867 г. По-малко от година по-късно император Мейджи завзема върховната власт в страната и установява периода на Реставрацията Мейджи.